# Museum von Toulouse

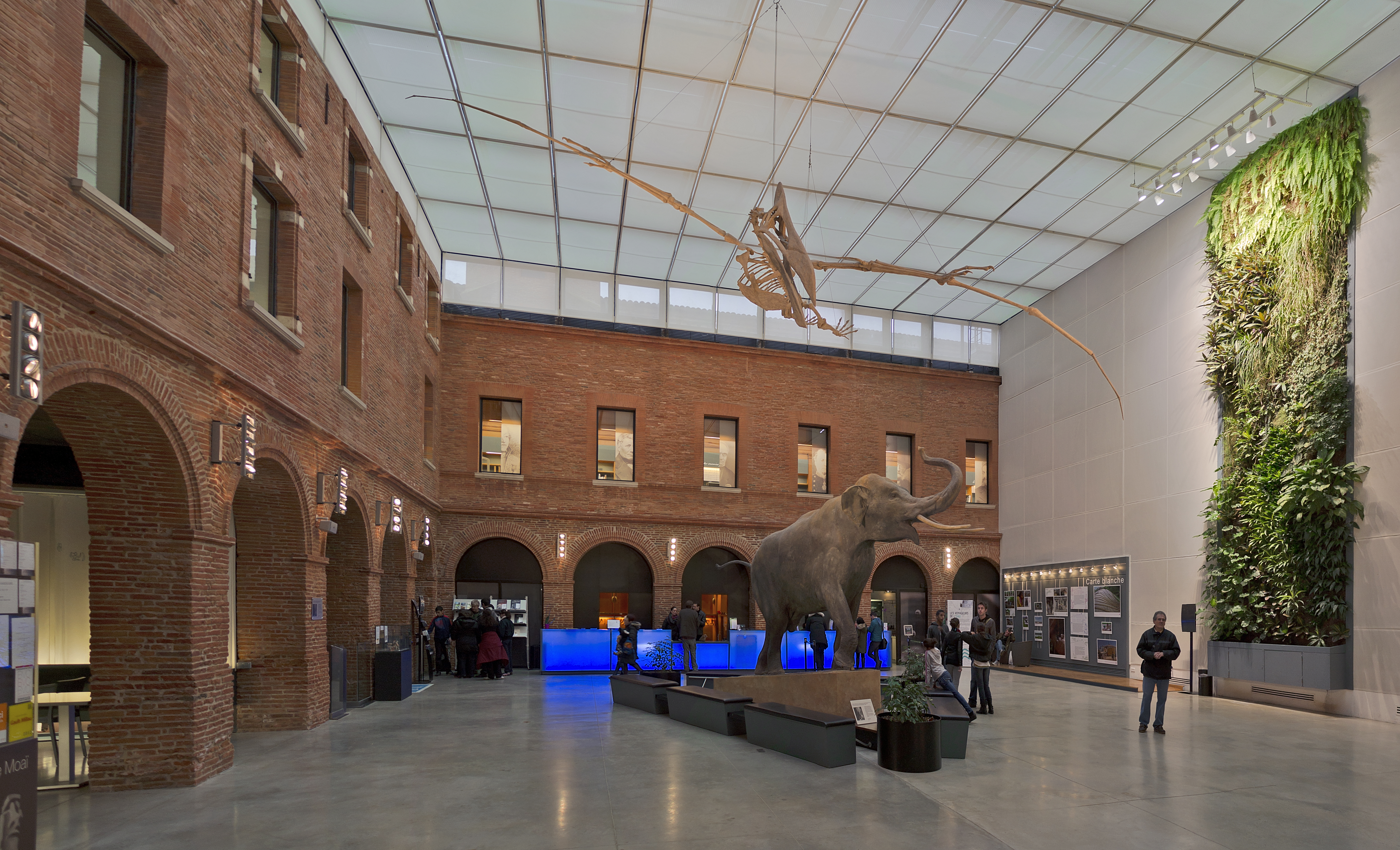
Eingangsbereich im Museum Toulouse

Das Museum von Toulouse (französisch Muséum d’histoire naturelle de la ville de Toulouse, kurz MHNT) ist ein Naturkundemuseum in Toulouse.

## Geschichte

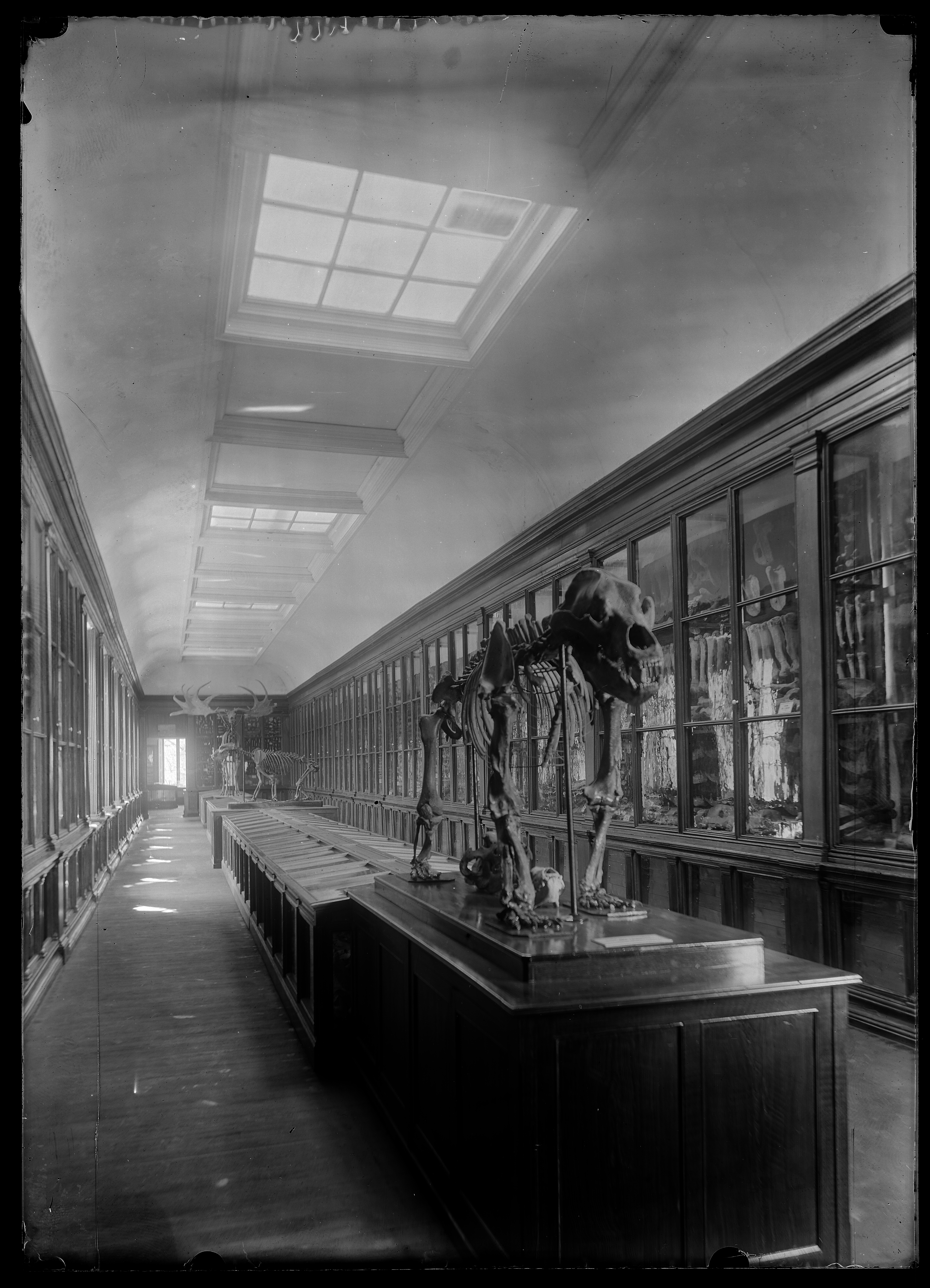
Galerie der Höhlen, Photographie von Eugène Trutat

Das Museum wurde 1796 durch Philippe-Isidore Picot de Lapeyrouse in den Gebäuden des ehemaligen Klosters der Unbeschuhten Karmeliten eingerichtet und war anfangs nur für die Wissenschaft zugänglich. Durch Stadtratsbeschluss wurden die Sammlungen 1865 der Allgemeinheit zugänglich gemacht. Erster Museumsdirektor wurde Edouard Filhol.
Als Mitbegründer einer der ersten prähistorischen Museumsausstellungen zählen der Prähistoriker Émile Cartailhac, der Biologe Jean-Baptiste Noulet und der Biologe und Geologe Eugène Trutat.
Von 1997 bis 1999 wurden die Anlagen umstrukturiert. Im Jahr 2007 wurde das Museum unter Jean-Paul Viguier erweitert. Zum Museum gehört eine Bibliothek und ein Botanischer Garten.

## Sammlungen
Im Laufe der Zeit kamen zahlreiche Sammlungen in das Museum, darunter die von dem Ornithologen Victor Besaucèle (1847–1924), dem Anthropologen Gaston Roquemaurel (1804–1878) und die Molluskensammlung von Dominique Dupuy. Weitere Sammlungen umfassen u. a. die Entomologie, Fossilien, Mineralien.